# Ondřej z Auerspergu
Ondřej rytíř z Auerspergu, pán na Schönbergu a Seisenbergu (slovinsky Andrej vitez Turjaški, chorvatsky a bosensky Andrija Auersperg, Andria Auersburg, německy Andreas Ritter von Auersperg, Herr von Schönberg und Seisenberg, 9. dubna 1556, hrad Šumberk v Dolním Kraňsku  – 5. září 1593 , Karlovac) byl rakousko-slovinský šlechtic z rodu Auerspergů a vojevůdce císařské armády.

## Život
Ondřej z Auerspergu se narodil jako nejmladší syn Wolfganga Engelberta z Auerspergu, pána ze Schönbergu, Seisenbergu a Flödnigu († 1557) z významného rakouského (kraňského) protestantského rodu Auerspergů a a jeho manželky Anny Marie z Lambergu (1514–1557). Oba jeho rodiče brzy zemřeli a Ondřejovým poručníkem se stal guvernér Kraňska Weikhard svobodný pán z Auerspergu (1533–1581).
V roce 1569, ve věku 13 let, Ondřej nastoupil studum na univerzitu v Tübingenu. Na doporučení kněze Primože Trubara (1508–1586) se zde v letech 1569 –1573 jeho preceptorem (domácím učitelem) stal Bernhard Steiner-Kamniški († po roce 1593). V roce 1573 Ondřej z Auerspergu studoval v Padově a v roce 1574 v Bologni.
Po dokončení studií se stal vojákem a v letech 1577–1578 doprovázel arcivévodu Matyáše (1557–1619) do Nizozemska. V roce 1578 bojoval v Chorvatsku jako kapitán pod velením barona Hanse Ferenbergera z Aueru (1511–1584) a v roce 1579 pod velením Kryštofa z Auerspergu (1550–1592) na ilyrské vojenské hranici.
V roce 1583 dosáhl hodnosti plukovníka a v roce 1589 ho císař Rudolf II. (1552–1612) jmenoval válečným radou a velícím generálem (polní plukovník) jako nástupce hraběte Jošta Josefa z Thurn-Valsassiny († 1589) na chorvatské a dalmatské vojenské hranici (Petrinjský kraj).
22. června 1593 asi pětitisícové jednotky bána Tomáše z Erdődy z Eberau (1558–1624), Ondřeje z Auerspergu, Ruprechta z Eggenbergu (1546–1611) a Melichara z Redernu (1555–1600) porazily údajně čtyřikrát silnější osmanskou armádu vedenou bosenského bejlerbeje Telliho Hasana Paši (narozen jako Niko Predojević, zemř. 1593) v bitvě u Sisaku na řece Kupě. Papež Klement VIII. (1536–1605) zaslal protestantu Auerspergovi 10. července 1593 vlastnoručně psané blahopřání.
Podle výroku Abrahama a Sancta Clara (1644–1709) byl Auersperg nazýván „Kraňským“ nebo „Křesťanským Achillem“ a „Postrach Turků“. Zemřel svobodný tři měsíce po bitvě u Sisaku.